# Koninklijke Muziekkapel van de Mechelse Politie
De Koninklijke Muziekkapel van de Mechelse Politie is een van de zeven actieve Belgische politieharmonieorkesten. Deze politieharmonie heeft haar standplaats in de stad Mechelen, gelegen in de provincie Antwerpen. De Muziekkapel verzorgt in eerste instantie officiële en vaderlandslievende plechtigheden in eigen stad, maar zij is ook een graag geziene gast elders in het land.

## Oprichting
De Mechelse politieharmonie werd opgericht tijdens een vergadering van het Nationaal Syndicaat van de Belgische Politie (NSBP) op 3 oktober 1946 onder de naam Harmonie der Verbroedering van het NSBP - afdeling Mechelen. Toenmalig politiecommissaris Luciaan De Keyser werd verkozen als eerste voorzitter en de muzikale leiding was in handen van kapelmeester Jan Segers, leraar aan het Mechelse Muziekconservatorium.
Om de Politieharmonie een eigen repertoire te geven, schreef Jan Segers verschillende marsen. Hij componeerde in de eerste plaats de 'Mars van de Mechelse Politie' (een mars voor harmonie met tamboers en klaroenen), die hij opdroeg aan de eerste voorzitter, Luciaan De Keyser.
Vervolgens schreef hij de marsen:
- 'De Mechelse Politie Boven': opgedragen aan dhr. J. Ceuppens, hoofdpolitiecommissaris en ere-ondervoorzitter;
- 'In Fide Constans': de leuze van de stad Mechelen en opgedragen aan Antoon Spinoy, Burgemeester en ere-voorzitter;
- 'De Tandem Chef': opgedragen aan de heer hoofdopziener J. Wouters.

## Dirigenten
- 1946 - 1957 Jan Segers
- 1957 - 1964 Hubert Van Vaeck
- 1964 - 1971 Henri Kisling
- 1971 - 1974 Frans Nupie
- 1974 - 1975 Victor Hendrickx
- 1975 - 1986 Frans Storms
- 1986 - 1991 Francis Lantin
- 1991 - 2007 Frans Van Kerckhoven
- 2008 - heden Bart Van Buggenhout

## Bestuur
Anno 2023 is de leiding van de Koninklijke Muziekkapel van de Mechelse Politie in handen van:
- George Lichtenstein: voorzitter
- Willy Vervoort: ondervoorzitter
- Inneke Van Muylder: secretaris
- Marian Robeyns: penningmeester
- Benny Verschueren: bibliothecaris
- Viviane Michiels: materiaalmeester instrumenten en kledij
- Ellie Shaw: feestbestuurder
- Sarah Liers: Bestuurslid

### Andere Belgische politieharmonieorkesten
- Koninklijke Muziekkapel Lokale Politie Antwerpen, Antwerpen
- Brussels Police Band, Brussel
- Charleroi
- Koninklijke Gentse Politieharmonie, Gent
- Kortrijk
- Musique Royale de la Police de Namur, Namen